# ملی‌گرایی کردی
‌ملی‌گرایی کُردی(به کردی: کوردایه‌تی، Kurdperwerî) یک جنبش سیاسی و اجتماعی می‌باشد که از طرف احزاب کُرد تشکیل شده است و این جنبش به این باور است که سرزمین کردها یا کردستان بزرگ که در آن مردمان کُرد در اکثریت هستند باید با استقلال از کشورهایی مانند ایران، عراق، سوریه و ترکیه یک کشور مستقل کُرد تأسیس کنند. این مناطق عبارت‌اند از: کردستان عراق، کردستان ایران، کردستان ترکیه و کردستان سوریه. بسیاری احمد خانی شاعر و فیلسوف کردتبار را بنیانگذار ملی‌گرایی کردی می‌دانند.

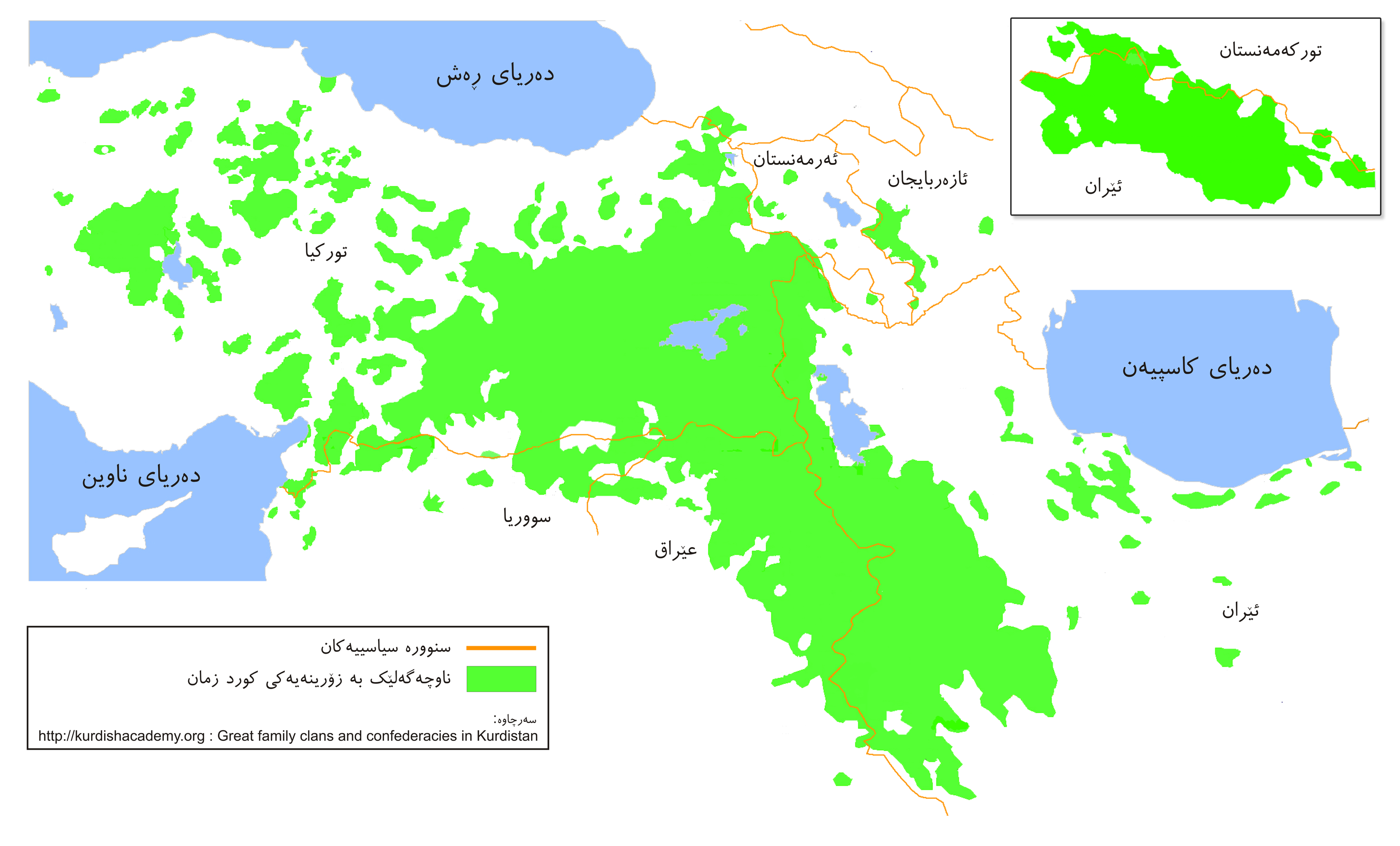
سرزمین‌های کُردنشین، تهیه‌شده توسط انستیتو کرد پاریس، به نقل از مهرداد ایزدی

سابقه ملی‌گرایی کردی به دوران فروپاشی امپراتوری عثمانی بازمی‌گردد، با تجزیه امپراتوری عثمانی در پی شکست در جنگ‌جهانی اول، مناطق با اکثریت جمعیت کُرد آن بین کشورهای تازه تأسیس ترکیه، عراق و سوریه تقسیم شد. جنبش‌های جدایی‌خواهانه کردها مدت‌هاست که توسط ترکیه و کشورهای عراق، ایران و سوریه سرکوب شده‌اند.
از دهه ۱۹۷۰، کردهای عراق هدف خودگردانی بیشتر و حتی استقلال کامل را در برابر رژیم‌های ملی‌گرای حزب بعث عراق دنبال کردند، که با سرکوب وحشیانه از جمله کشتار ۱۸۲٬۰۰۰ کرد، در نسل‌کشی انفال پاسخ دادند. در ترکیه نیز در طی درگیری کردها با ترکیه، گروه‌های مسلح کُرد علیه ارتش دولت ترکیه مبارزه کرده‌اند و از سال ۱۹۸۴ این منازعه ادامه دارد. پس از قیام‌های سال ۱۹۹۱ در عراق، سازمان ملل مناطق پرواز ممنوع عراق را تحت قطعنامه ۶۸۸ اعمال کرد که شامل بسیاری از مناطق بود. پس از تهاجم سال ۲۰۰۳ به عراق که صدام حسین را سرنگون کرد، دولت اقلیم کردستان تأسیس شد که از خودگردانی زیادی برخوردار بود اما از استقلال کامل بازماند. در سوریه نیز، حزب اتحاد دموکراتیک کرد سوریه در بخش اداره خودمختار شمال و شرق سوریه دارای نقش برجسته‌ای است، اما آن‌ها هم ملی‌گرایی کردی و هم ایدئولوژی دولت ملی عربی دولت سوریه را رد می‌کنند.

## ناسیونالیم کردی در ایران
ملی‌گرایی در کردستان ایران بیشتر به شکل ایجاد کشور مستقل، حفظ هویت ملی کردی، اتحاد و همگرایی، پاس داشتن زبان کردی، حفظ لباس کردی و سنت‌های دیرینه میان کردتباران است.
افراد مشهور در ملی‌گرایی کردی:
1. قاضی محمد
2. احمد خانی
3. عبدالله اوجلان
4. اسماعیل سیمیتقو (سمکو شکاک)
5. عبدالرحمان قاسملو
6. مصطفی بارزانی
7. بدرخان پاشا
8. صلاح الدین دمیرتاش
9. و…

احزاب کُردی با شعار و اهداف ناسیونالیستی و تحت شرایط داخل و خارج ایران به دنبال خودمختاری بودند که به شکست منجر شد. آن‌ها با تلاش برای حذف هویت ایرانی کُردها، به قوم گرایی کُردی دامن می‌زنند که بخش بزرگی از کُردهای ایران از این موضوع استقبال نکردند.
برخی از گروه‌های نظامی - سیاسی کرد مانند کومله در رسانه‌های فارسی‌زبان ایرانی، اتهام تجزیه طلبی علیه خود را تکذیب می‌کنند اما در رسانه‌های غیر فارسی، نه تنها خود را ایرانی نمی‌دانند بلکه خواهان تشکیل دولت مستقل کُرد هستند.

## احزاب ملی‌گرایی کردی
- حزب کارگران کردستان (موسوم به PKK)
- حزب دموکرات کردستان ایران
- حزب حیات آزاد کردستان (پژاک)
- حزب کومله زحمت‌کشان کردستان
- کومله سازمان کردستان حزب کمونیست ایران
- حزب آزادی کردستان
- حزب دموکرات کردستان (حدک)
- حزب دموکرات کردستان (عراق)
- اتحادیه میهنی کردستان
- نیروهای دموکراتیک سوریه (قسد)
- یگان‌های مدافع خلق (موسوم به YPG)
- سازمان خبات انقلابی کردستان ایران
- حزب اتحاد دموکراتیک (سوریه)
- سازمان هاوپا

## لبیک قاسملو و حمایت از خمینی
عبدالرحمان قاسملو رهبر پیشین حزب دموکرات کردستان ایران، در جریانِ انقلاب سال ۱۳۵۷، ابتدا از این انقلاب و رهبر انقلاب یعنی سید روح‌الله خمینی حمایت می‌کرد. در همان سال در روزنامه‌های ایران، عکس‌هایی با عنوان «لبیک قاسملو به امام خمینی» چاپ شد. فایلی صوتی مربوط به سال ۱۳۵۷ که به همین نام (لبیک قاسملو به خمینی) از وی منتشر شده است. همچنین نامه‌هایی از قاسملو به خمینی هم در سال‌های اخیر، رسانه‌ای شده است.

## نگارخانه

پرچم امپراطوری ایوبیان
اولین پرچم جمهوری مهاباد
دومین پرچم جمهوری مهاباد
پرچم امارت سوران
پرچم جمهوری آرارات
پرچم خودمدیریتی دموکراتیک شمال و شرق سوریه (روژاو)
پرچم اقلیم کردستان
پرچم خوبیون کردستان